# Provincia di Pinar del Río
Pinar del Río è una delle province più selvagge di Cuba. 
La provincia di Pinar del Río conta 730 626 abitanti su una superficie di 10904,03 km², e il suo capoluogo è la città di Pinar del Río.
In essa si trova la valle di Viñales, una cittadina famosa soprattutto per la paesaggistica che la circonda.
L'elemento più caratteristico sono i Mogotes, collinette che emergono dalla pianura circostante. 
Nel suo territorio è presente una grossa pittura rupestre moderna che richiama quella preistorica (il Mural de la Prehistoria), nelle adiacenze vi sono alcune case rurali gestite con criteri antichi senza luce elettrica e altre modernità. Vi sono numerose grotte sotterranee; una di queste, la Cueva del Indio, è attraversata sotterraneamente da un fiume, ed è percorribile in barca tramite visita guidata. 
Il turismo, che caratterizza l'economia di questa zona sollevandola anche dai gravi problemi tangibili in altre parti di Cuba, contribuisce a rendere gli abitanti di Viñales in larghissima parte favorevoli a Fidel Castro e alla sua politica.
La provincia di Pinar del Río include anche l'arcipelago de los Colorados con diversi Cayos, isolotti, alcuni dei quali collegati con la terraferma; tra questi, Cayo Jutias e Cayo Levisa, facilmente raggiungibili da Viñales.
Proseguendo verso l'estremità della provincia, e dell'isola, s'incontra la penisola di Guanahacabibes, che termina nel Cabo di Sant'Antonio.
La città di Pinar del Río non ha particolare rilevanza storica né turistica, ma è equidistante da Maria La Gorda (all'apice dell'isola) e dalL'Avana.
Il sud della provincia è in gran parte coperto da mangrovie, la parte orientale è invece verde a seguito della costruzione di un parco naturale (a Las Terrazas) da parte di Cienfuegos.
La coltivazione del tabacco della provincia dà alcune delle foglie più pregiate per i sigari cubani, e contribuisce per il 70% della produzione nazionale

## Comuni
La provincia di Pinar del Río è suddivisa in undici comuni.
| Comune              | Popolazione (2004) | Superficie (km²) | Localizzazione          | Note      |
| ------------------- | ------------------ | ---------------- | ----------------------- | --------- |
| Consolación del Sur | 87500              | 1112             | 22.5°N 83.515278°W      |           |
| Guane               | 35893              | 717              | 22.200556°N 84.083611°W |           |
| La Palma            | 35426              | 621              | 22.756111°N 83.553333°W |           |
| Los Palacios        | 38950              | 786              | 22.5825°N 83.248889°W   |           |
| Mantua              | 26065              | 915              | 22.290833°N 84.287222°W |           |
| Minas de Matahambre | 34419              | 858              | 22.5825°N 83.949167°W   |           |
| Pinar del Río       | 190532             | 708              | 22.425833°N 83.688333°W | Capoluogo |
| San Juan y Martínez | 45061              | 409              | 22.266389°N 83.833889°W |           |
| San Luis            | 34085              | 765              | 22.283056°N 83.767778°W |           |
| Sandino             | 39245              | 1718             | 22.081111°N 84.221667°W |           |
| Viñales             | 27129              | 704              | 22.615278°N 83.715833°W |           |

## Cultura
La provincia ha un alto livello di cultura in generale in tutta la popolazione, in particolare nel comune di Pinar del Río, dove sono presenti diversi musei, come il Museo delle Scienze Naturali Tranquilino Sandalio de Noda, luogo dove si trova tutto ciò che bisogna sapere sulla storia naturale della zona, dagli antichi dinosauri al processo di evoluzione umano.
Ci sono anche cinema e teatri, che ampliano le offerte di conoscenza e ricreazione per la gente del posto. Pinar del Río ha prodotto importanti figure della cultura, non solo a livello nazionale. In ambito musicale non possono non essere citate figure come Willy Chirino, nato nel comune di Santa Cruz, attuale Consolación del Sur. Un altro personaggio, la cui fama è stata interrotta da un incidente stradale, è stato Polo Montañez, che è stato il massimo esponente dell'idiosincrasia della Vuelta Baja.